# Dragoș Agache
Dragoș Agache (ur. 8 marca 1984 w Braile) – rumuński pływak, specjalizujący się głównie w stylu klasycznym.
Srebrny medalista mistrzostw Europy z Budapesztu na 50 m żabką.
Uczestnik igrzysk olimpijskich w Londynie (2012) na 100 m stylem klasycznym (38. miejsce).